# Gunniopsis papillata
Gunniopsis papillata är en isörtsväxtart som beskrevs av R.J. Chinnock. Gunniopsis papillata ingår i släktet Gunniopsis och familjen isörtsväxter. Inga underarter finns listade i Catalogue of Life.